# Manuel Danvila y Collado
Manuel Danvila y Collado (València, 3 de desembre de 1830 - Màlaga, 21 de febrer de 1906) fou un advocat, historiador i polític valencià. Va ser (en 1892) ministre de Governació durant la regència de Maria Cristina d'Habsburg-Lorena.

## Biografia
Després d'estudiar Dret a la Universitat de València i doctorar-se a Madrid, va exercir l'advocat a València, on també va iniciar la seva carrera política quan va obtenir l'escó de diputat per la circumscripció de Llíria pel Partit Moderat a les eleccions generals espanyoles de 1867, destacant al Congrés dels Diputats com a jurista i orador eloqüent. En 1874 passà a militar en el Partit Conservador amb el qual tornarà a obtenir acta de diputat per Gandia a les eleccions generals espanyoles de 1876 i pel de Xiva a les eleccions generals espanyoles de 1879. Va perdre l'escó a les eleccions de 1881, però va tornar a ser elegit diputat per Xiva a les eleccions generals espanyoles de 1884 i pel de Llíria a les eleccions de 1886 i 1891. El 1893 fou nomenat senador per la Societat Econòmica de Madrid, el 1895 per la província de València i el 1897 fou nomenat senador vitalici. També va ser ministre de Governació entre el 30 de novembre i l'11 de desembre de 1892, en un govern presidit per Cánovas del Castillo. Durant aquest període fou responsable d'un projecte de Codi rural semblant al francès, que no fou aprovat, i la Llei de Propietat Intel·lectual. El 1884 va ingressar a la Reial Acadèmia de la Història.

## Obres
- El Libro del propietario  (1862)
- El contrato de arrendamiento y el juicio de desahucio (1867)
- El poder civil en España
- La expulsión de los moriscos españoles (1889)
- La Germanía de Valencia (1884)
- Historia crítica y documentada de las Comunidades de Castilla (1897-1900)